# Sériová vražda
Sériová vražda je označení pro více za sebou jdoucích vražd, jejichž místo i čas se různí, je mezi nimi poměrně velká časová prodleva a vrah s nimi nepřestane sám od sebe. Často je zaměňován s pojmem vícenásobná vražda, který označuje prostě zabití více lidí.
Můžeme se také setkat s termínem kompulzivní vrah, který vyjadřuje, že pachatel vraždí s nějakým citovým pohnutím (na rozdíl od jiných, pro něž je vražda například výdělečný byznys).

## Historie

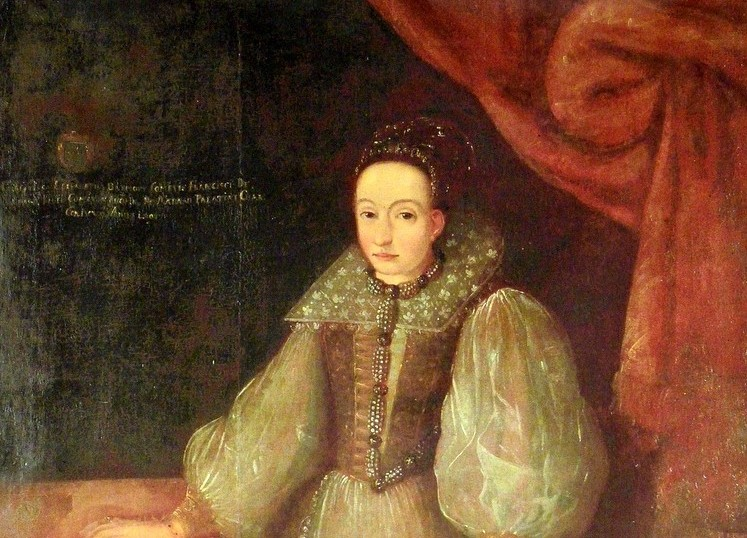
Alžběta Báthoryová, přezdívaná Čachtická paní, měla na svých panstvích umučit k smrti mnoho mladých dívek.

Odborné zkoumání sériových vrahů jako samostatného tématu je poměrně mladé. Jako první se je oficiálně pokusila definovat FBI:
Sériový vrah
- vraždí opakovaně alespoň třikrát
- bez jasné osobní vazby k obětem
- bez jasně pochopitelného motivu

S touto definicí však dnes většina odborníků nesouhlasí a je často zpochybňována.
První empirický výzkum provedla opět FBI v letech 1979–1983. Agenti vyhledali v různých věznicích 36 sériových vrahů pro zvláštní rozhovor, jehož cílem bylo vyprovokovat pachatele k líčení osobních důvodů, pohnutek, pocitů a myšlenek, které prožívali před, v průběhu i po vykonání činu.
Tento výzkum je dodnes vyhledávaným zdrojem informací.
Oběti mohou zůstat i neodhalené, například v roce 1991 byly odsouzeny 4 sestry, které ve vídeňské nemocnici vraždily pacienty (obžalovány byly z 41 vražd a tří pokusů).

## Rozdělení

### Harbortovaempirická klasifikace sériových vrahů
Stephan Harbort provedl výzkum na 61 vrazích a zjistil, že nejvýrazněji je rozlišuje jejich motivace, podle které je rozdělil do šesti základních skupin:
1. sérioví sexuální vrazi – vraždí pro ukojení svých tělesných potřeb
2. vrazi loupežní – zabíjejí, aby mohli zamaskovat nebo uskutečnit jiný trestný čin
3. sérioví vztahoví vrazi – vraždí rodinné příslušníky ve snaze vyvázat se z partnerských pout nebo kvůli majetku
4. vrazi z přesvědčení – důvody mohou být například náboženské, politické nebo eticko-ideologické; sexuální nebo materiální důvody zde obvykle nehrají žádnou roli a motiv je těžko pochopitelný
5. sérioví nájemní vrazi – vražda je pro ně služba, která vyplývá z jejich společenského postavení (práce jako každá jiná)
6. sérioví dispoziční vrazi – motiv není konkrétní, může to být střídavě kterýkoli z výše uvedených

### Forenzně psychologická klasifikaceHolmeseaDe Burgera
Pomůže k hlubšímu vnitřnímu pochopení pohnutek, jež vedou k vraždě.
1. Vizionářský sériový vrah – vraždí kvůli halucinacím a bludným představám, jež ho k vraždě ponoukají, je na něj nahlíženo jako na nepříčetného, ale mezi sériovými vrahy jsou však naprostou výjimkou.
2. Misionářský vrah – cítí vnitřní poslání, v jehož duchu vraždí určitou skupinu osob, nějak se odlišující a kterou on odmítá nebo nenávidí (homosexuálové, bezdomovci, …). Opakovaně vraždí z náboženských, politických nebo etických důvodů a své konání považuje za správné. Není duševně chorý, ale své oběti dehumanizuje (znelidšťuje) a tak necítí žádnou vinu.
3. Vrazi orientovaní na moc a kontrolu nad obětí – přitahuje je touha rozhodovat o nevratných věcech, být pánem nad životem a smrtí (často co nejvíce vyděšených lidí). Příkladem může být John Allen Muhammad (Washingtonský sériový odstřelovač).
4. Hédonističtí (požitkářští) vrazi – je zde několik různých motivů, které dělí pachatele do dalších podskupin:
  - sexuální sadistický vrah – usmrcování oběti způsobuje sexuální rozkoš
  - vrazi ze zvědavosti – aby věděli, jaké to je, chtějí extrémní zážitky a umí být velmi sadističtí.
  - vrazi zaměření na komfort – nezajímá je samotné usmrcování, ale jiné (především majetkové) cíle. Vyhledávají účelové vztahy a vraždí, jakmile mohou pohodlně získat majetek (peníze, konto, pojištění, dědictví …)

## Osobnost
V odborné literatuře se nedávno objevil pojem maligní narcismus, který shrnuje typické povahové sklony sériových vrahů. Téměř 90% je disociální osobností, která ignoruje platné morální normy; trpí nedostatkem empatie a citovou chladností; s poruchami osobnosti jako různé deviace a schizoidní rysy; s vymazanými pocity viny, nízkou frustrační tolerancí a výrazně egocentrickými (až narcistickými) postoji.
Věda však nedokáže určit proč se člověk stane sériovým vrahem, ani který člověk se jím stane. Známe sice některé rizikové faktory, ale ty se objevují i u těch, kteří se vrahy nikdy nestanou. Velice záleží na povaze, náhodě, a situacích, do nichž se jedinec dostane – Čím víc negativních vlivů působí, tím je riziko nebezpečnosti vyšší. Faktem je, že sérioví vrazi myslí i cítí jinak, než normální lidé, nemají žádné morální zábrany ani výčitky svědomí, lidé jsou pro ně spotřební zboží. Vyhledávají situace, které si normální lidé ani nepředstaví, sérioví vrazi je však připraví a provedou. Díky velké medializaci (Knihy a filmy jako Sběratel kostí a Mlčení jehňátek) jsou v podvědomí mnoha lidí geniální, tajuplní, úžasní, kreativní, přitažliví a jinak ojedinělí, ale ve skutečnosti přitahují pozornost tím, jak jsou nepochopitelně ničiví.
Ve většině případů jsou však pachatelé z hlediska duševního zdraví normální a tudíž i trestatelní.
„Aby mohl být pachatel justicí označen jako nepříčetný, musí jeho psychiatrické a psychologické vyšetření potvrdit, že v době spáchání trestného činu nebyl schopen rozpoznat jeho nebezpečnost nebo se nedokázal ovládnout, prostě že v té době chyběl rozum a vůle,“ říká Karel Netík.
K rozpoznání mají psychologové k dispozici Minnesotský dotazník nebo Rorschachův test; Psychiatři zase rozhovor, pozorování a analýzu chování – pokud se objeví racionální základ jednání, nejedná se o psychotickou poruchu.

## Příklady
Čeští sérioví vrazi
- Oto Biederman – člen Kolínského gangu, plnil roli vykonavatele vražd
- Viktor Kalivoda – Lesní vrah
- Ivan Roubal – soukromý zemědělec zabil 5 až 8 lidí
- Manželé Stodolovi – vraždili staré lidi kvůli majetku, případy byly uzavírány jako infarkty či sebevraždy
- Orličtí vrazi – gang zabil 5 lidí
- Petr Zelenka – „Anděl smrti“ který podal heparin čtyřem desítkám lidí
- a další

Zahraniční sérioví vrazi
- Herman Webster Mudgett – Lépe známý jako Dr. Henry Howard Holmes (1861–1896); jeden z prvních amerických zdokumentovaných sériových vrahů. Potvrzeny 4 oběti, sám se přiznal k počtu 27. Odhadované číslo jeho obětí se však pohybuje mezi 9–250. Skutečné množství těžko určit, vzhledem k tomu, že chvíli po jeho dopadení, hotel, ve kterém se většina vražd měla odehrávat, vyhořel.

- Pedro Alonso López – sériový vrah s možná největším počtem obětí vůbec.
- David Berkowitz – přezdívaný Samův syn
- John Bodkin Adams – zavraždil 163 lidí
- Ted Bundy – americký sériový vrah mladých žen ze 70. let 20. století
- Edmund Kemper – americký sériový vrah a nekrofil, zabil celkem 10 lidí, včetně své matky a prarodičů
- Andrej Čikatilo – sériový vrah převážně prostitutek a kanibal
- Henry Lee Lucas – americký sériový vrah
- Alexandr Pičuškin – zavraždil 47 lidí, on sám mluvil o 63 obětech
- Gary Ridgway – obdobně jako Bundy, jen v 80. letech
- Jack Rozparovač – neznámý vrah, který roku 1888 zavraždil pět prostitutek a znetvořil jejich těla.
- Harold Shipman – „Doktor smrt“, praktický lékař oblíbený pro svou dobrosrdečnost, zavraždil několik set lidí
- Charles Starkweather – zabil 11 lidí
- Ottis Toole – americký sériový vrah a kanibal
- Manželé Westovi – v letech 1967–1986 umučili ve svém sklepě deset žen
- Michail Viktorovič Popkov – ruský sériový vrah odsouzený za 80 vražd, obětí je pravděpodobně mnohem více
- a další

### Galerie vrahů

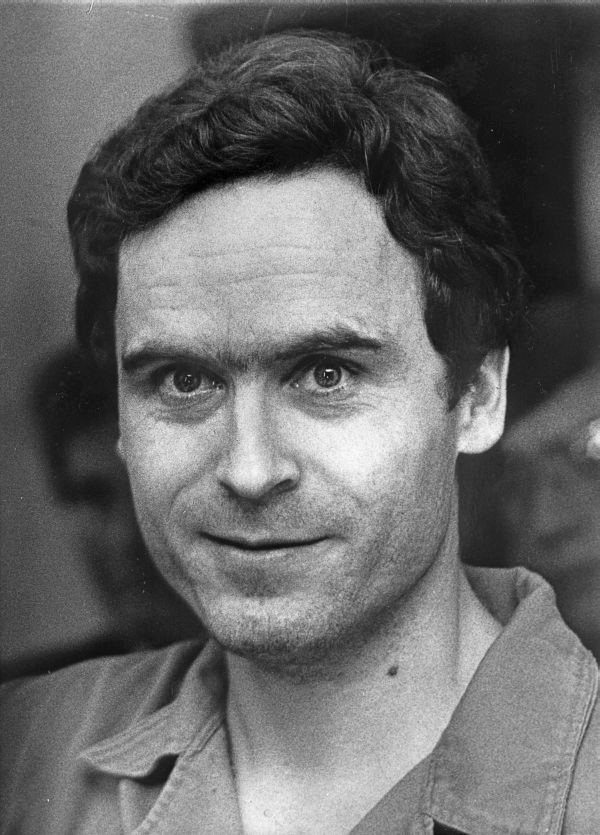
Ted Bundy
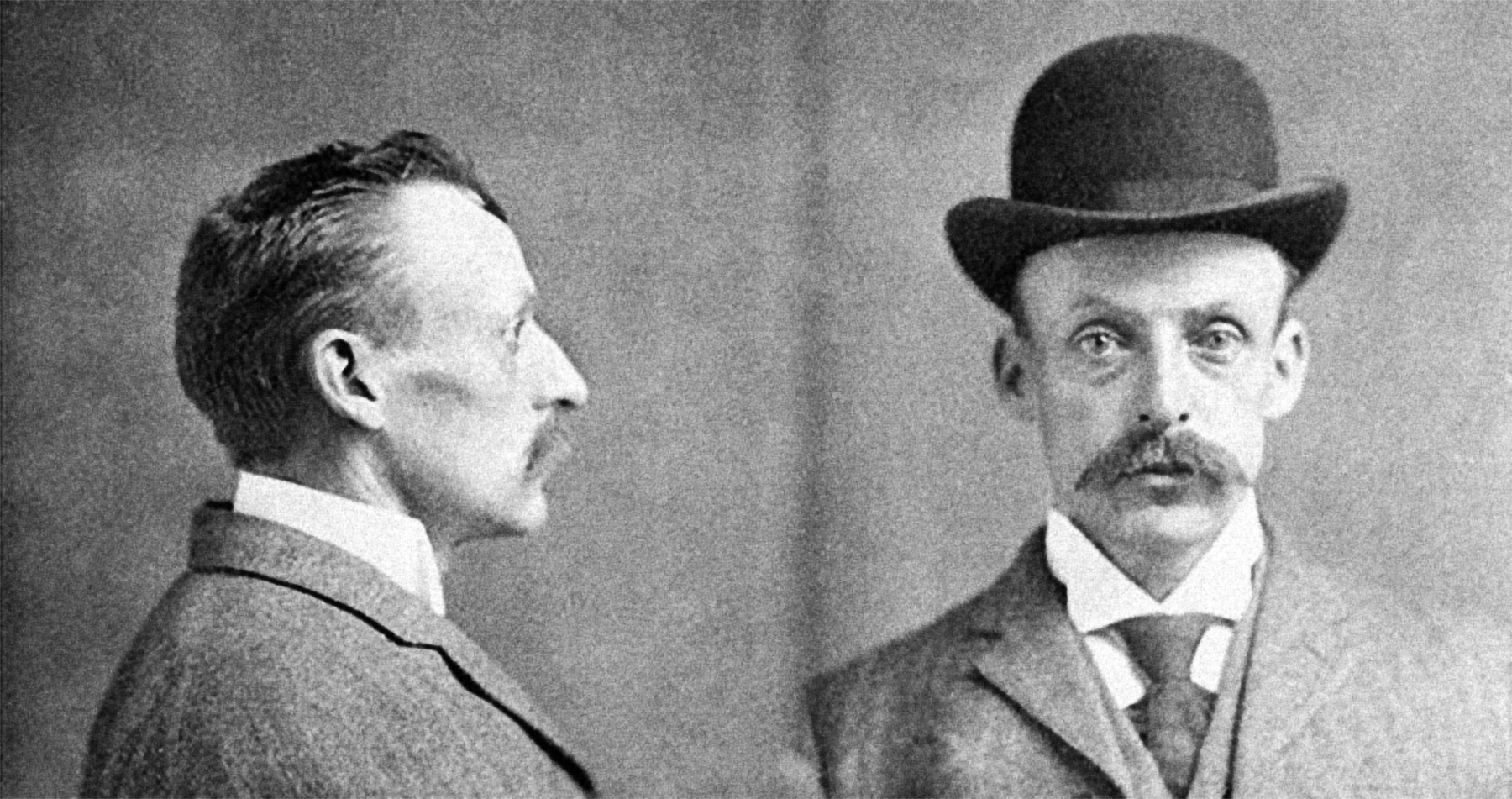
Albert Fish
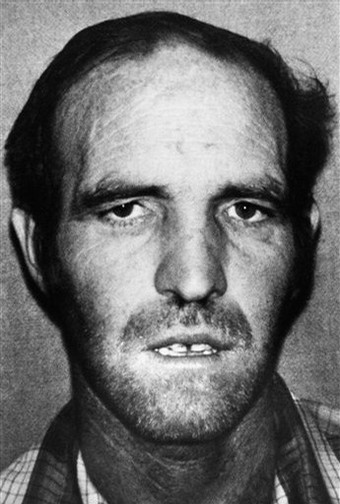
Ottis Toole
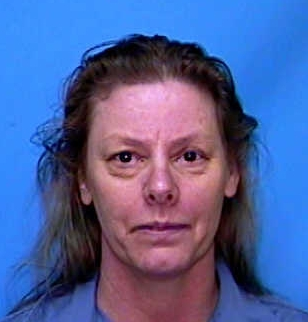
Aileen Wuornosová
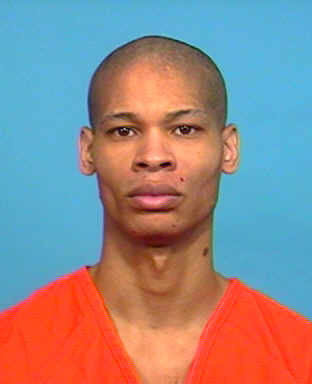
Paul Durousseau